# Alexander Paal
Dans le nom hongrois Paál Sándor, le nom de famille précède le prénom, mais cet article utilise l’ordre habituel en français Sándor Paál, où le prénom précède le nom.
Alexander Paal, nom de scène de Sándor Paál, né le 18 mai 1910 à Budapest et mort le 8 novembre 1972 à Madrid, est un réalisateur, producteur, scénariste et acteur hongrois. Il est considéré comme l'un des réalisateurs les plus influencés par l'époque médiévale européenne.

## Biographie
Paal est né à Budapest le 18 mai 1910.
Il a été marié à l'actrice hongro-britannique Eva Bartok de 1948 à 1950. C'était en fait un mariage blanc qui permettait à Bartok de déménager de la République populaire de Hongrie à l'Angleterre. Il a organisé le voyage de Bartok à Londres et lui a donné le rôle principal dans son film L'Inconnue des cinq cités (1951). Le mariage a été dissous en 1951.

## Filmographie

### Scénariste
- 1951 : L'Inconnue des cinq cités (A Tale of Five Cities) d'Emil-Edwin Reinert, Montgomery Tully, Wolfgang Staudte, Romolo Marcellini, Géza von Cziffra et Irma von Cube
- 1952 : Le Visage volé (Stolen Face) de Terence Fisher

### Réalisateur
- 1954 : Columbus entdeckt Krähwinkel, coréalisé avec Ulrich Erfurth

### Producteur
- 1951 : Cloudburst (en) de Francis Searle
- 1951 : L'Inconnue des cinq cités (A Tale of Five Cities) d'Emil-Edwin Reinert, Montgomery Tully, Wolfgang Staudte, Romolo Marcellini, Géza von Cziffra et Irma von Cube
- 1953 : Mantrap de Terence Fisher
- 1953 : Four Sided Triangle de Terence Fisher[6]
- 1955 : Trois Meurtres (en) (Three Cases of Murder) de David Eady, George More O'Ferrall, Wendy Toye et Orson Welles
- 1964 : The Golden Head de Richard Thorpe[7]
- 1967 : The Heroine – Un film inachevé d'Orson Welles, considéré perdu
- 1971 : Comtesse Dracula (Countess Dracula)[8] — Ce film est censé être son dernier[9].

### Acteur
- 1935 : Budai cukrászda (hu) de Béla Gaál[10]